# SC Toronto
SC Toronto  es un equipo de fútbol canadiense fundado en 2001. El equipo es un miembro de la Liga de Fútbol de Canadá, la mayor competición profesional del fútbol canadiense. También juega en la División Internacional.
Hasta 2005 (cuando la División Internacional fue creada), el equipo jugaba simplemente como Toronto Supra, pero cambió su nombre en el comienzo de la temporada de 2006 a Portuguese Supra. Otro cambio de nombre tuvo lugar en 2008, cuando esta vez el nombre cambió a Portugal FC. El nombre volvió a ser cambiado en 2011, esta vez a SC Toronto.

## Directiva
Entrenador
- Carmine Isacco

Segundo entrenador
- Patrice Gheisar

Mánager
- Jimmy Carvalho

Equipo oficial
- Frank Cardona

## Jugadores notables
| - Selmir Sehić - Denílson Santos Rodrigues - Emerson Fiti - Emerson Roberto da Silva - Gustavo Serrano - Helio Paes Pereira Júnior "Helinho" - Ilaílson Aguiar da Silva - Marco Aurélio Oliveira - Uarlem de Castro - Wigor da Silva Gomes - Yami William | - Eddy Berdusco - Gavin Fuller - Kevin McIntosh - Ronald Nicholas - Andres Stewart - Gregory Hagedorn - Samuel Afriyie - Jasbir Chandan - Ian Cummins - Giovanni Annisi\|Gianni Annisi | - Michael DiLuca - Ramon Bailey - Mike Aigbokie - Gagan Natt - Daniel Cameira Amaral - John Cardoso - Luis Bento - Sebastian Busto - Dustin Chung |

## Año por año
| Año  | División | Liga | Temporada regular | Playoffs         |
| ---- | -------- | ---- | ----------------- | ---------------- |
| 2001 | "1"      | CPSL | 3º                | Final            |
| 2002 | "1"      | CPSL | 7º, Este          | No se clasificó  |
| 2003 | "1"      | CPSL | 2º, Este          | Semifinales      |
| 2004 | "1"      | CPSL | 1º, Este          | Semifinales      |
| 2005 | "1"      | CPSL | 4º, Este          | No se clasificó  |
| 2006 | "1"      | CSL  | 4º, Internacional | Cuartos de final |
| 2007 | "1"      | CSL  | 5º, Internacional | No se clasificó  |
| 2008 | "1"      | CSL  | 4º, Internacional | Semifinales      |
| 2009 | "1"      | CSL  | 4º, Internacional | Cuartos de final |

## Entrenadores
- José Testas (2008)
- Daniel Cameira Amaral[1] (2009)

## Estadio
El club juega en el Lamport Stadium. Desde 2001 hasta07, el club había jugado en el Centennial Park Stadium.
- Centennial Park Stadium, Etobicoke, Ontario (2001-07)
- Lamport Stadium, Parkdale en Toronto, Ontario (2008-)